# Alchemilla exul
Alchemilla exul é uma espécie de rosácea do gênero Alchemilla, pertencente à família Rosaceae.